# Тампере-Пірккала
Тампере-Пірккала  ((IATA: TMP, ICAO: EFTP); фін. Tampere-Pirkkalan lentoasema, швед. Tammerfors-Birkala flygplats) — аеропорт, розташований у Пірккалі, Фінляндія, за 13 км на південний захід від центру міста Тампере. 
Аеропорт є восьмим за завантаженістю аеропортом за місцевим пасажирообігом у Фінляндії (208 930 у 2016 році) і третім за міжнародним пасажирообігом (122 652 в 2016 році). 

## Історія
Аеропорт Тампере був заснований в 1936 р. в Хярмяла (район Тампере), за 6 км від центру міста.  З аеропорту Хармяла здійснювалися регулярні польоти до Гельсінкі-Вантаа, Вааса, Оулу та Кемі авіакомпанією Aero Oy (нині Фіннейр). Перший термінал було побудовано 1941 р. В 1936 — 1979 рр. через аеропорт Харм'яла пройшло півтора мільйона пасажирів. В 1979 р. цей аеропорт був закритий та відкрито новий у Пірккала.

## Авіалінії та напрямки, червень 2023
| Авіакомпанія | Пункт призначення |
| ------------ | --- |
| airBaltic    | Амстердам, Копенгаген, Малага, Мюнхен, Рига, Таллінн (з 29 жовтня 2023) Сезонний: Кіттіля (з 22 грудня 2023), Мілан–Мальпенса, Ніцца, Родос, Тенерифе-Південний (з 1 листопада 2023) |
| Ryanair      | Лондон–Станстед |

## Пасажирообіг
Див. джерело запитів Вікіданих та джерела.

## Транспортне сполучення
Від терміналу 1 курсують до Тампере автобусний маршрут № 103, 39А. Дістатись до Гельсінкі можна тільки з пересадкою у місті Тампере або на таксі.